# Étusson
Étusson is een plaats en voormalige gemeente in het Franse departement Deux-Sèvres in de regio Nouvelle-Aquitaine en telt 297 inwoners (2005). De plaats maakt deel uit van het arrondissement Bressuire.

## Geschiedenis
De gemeente fuseerde op 1 januari 2016 met de aangrenzende gemeente Saint-Maurice-la-Fougereuse tot de commune nouvelle Saint Maurice Étusson.

## Geografie
De oppervlakte van Étusson bedraagt 21,3 km², de bevolkingsdichtheid is 13,9 inwoners per km².
De onderstaande kaart toont de ligging van Étusson met de belangrijkste infrastructuur en aangrenzende gemeenten.

## Demografie
Onderstaande figuur toont het verloop van het inwonertal.